# Spijkerboor (Noord-Holland)

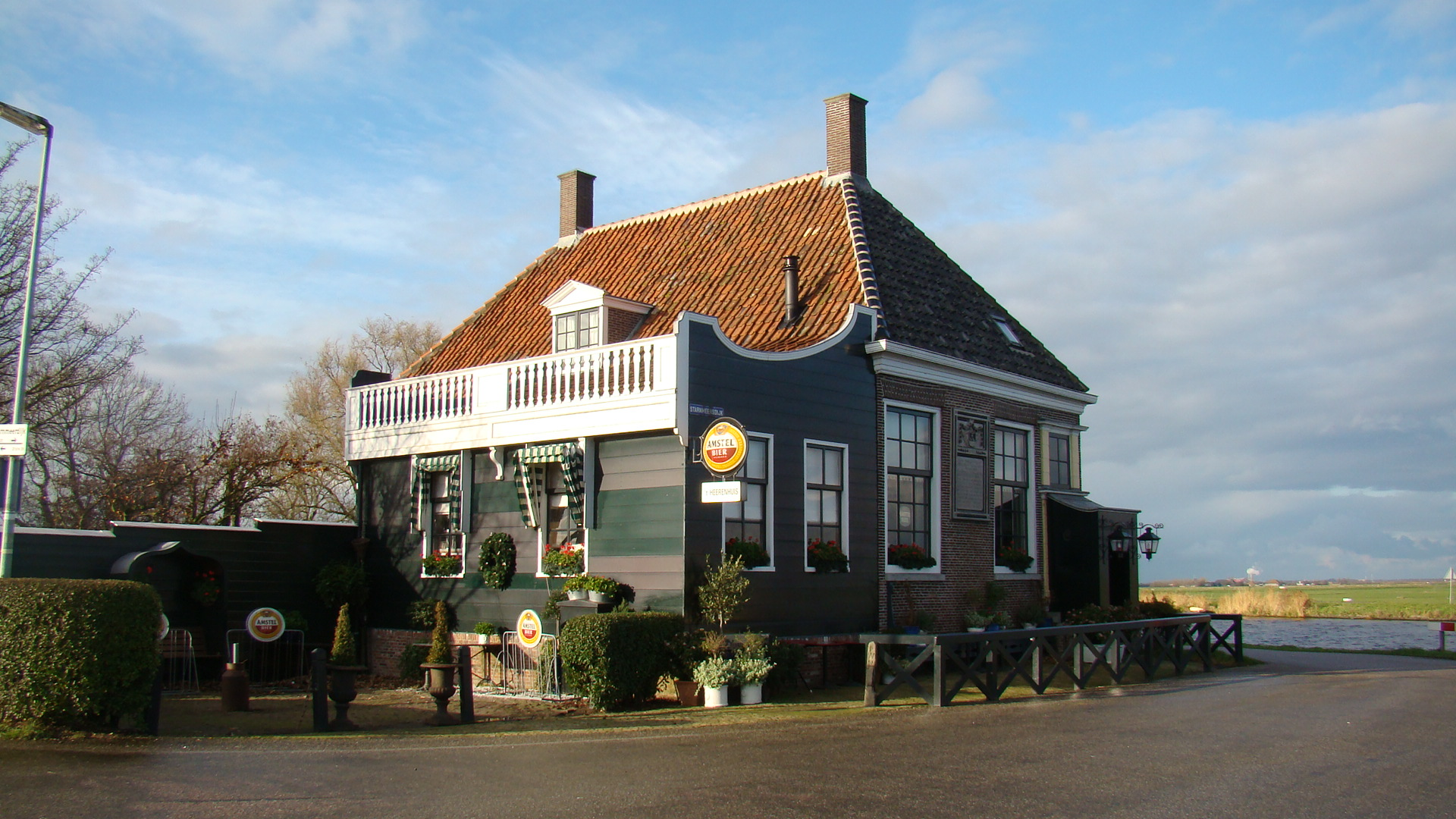
't Heerenhuis, Spijkerboor.

Spijkerboor is een klein dorp in de gemeente Wormerland, in de Nederlandse provincie Noord-Holland. De plaats kent 25 inwoners (2023).
Spijkerboor ligt aan een kruising van verschillende waterwegen: de Knollendammervaart, de Beemsterringvaart en het Noordhollandsch Kanaal. Ook komen bij het dorpje vier polders samen: Kamerhop, Beemster, Starnmeer en Wormer.
Vanuit de richting van de dorpen Oost-Graftdijk en De Rijp is Spijkerboor bereikbaar met een pontje, dat hier voor voetgangers en fietsers een verbinding biedt over het Noordhollandsch Kanaal. Bij deze pont vindt men het rijksmonument 't Heerenhuis, dat in het verleden dienstdeed als polderhuis en veerhuis. Het huidige pand stamt uit 1787.
In de nabijheid van het dorp, vlak over de Westdijk in de Beemster, ligt het Fort bij Spijkerboor. 

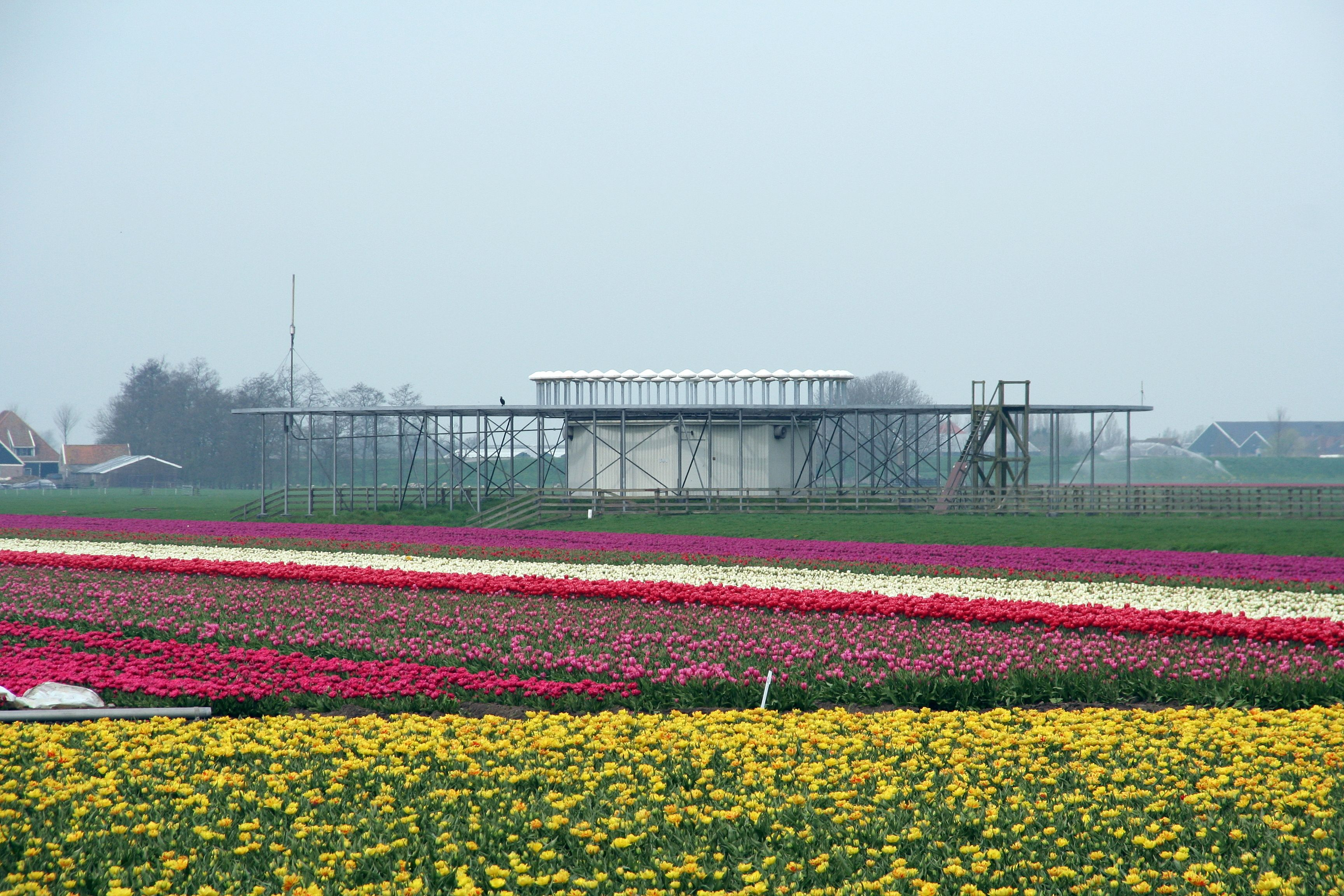
luchtvaartbaken "SPY" (Spijkerboor)

Nabij dit fort bevindt zich het VOR luchtvaartbaken "Spijkerboor" (identificatie: SPY).